# Helius (Helius) liguliferus
Helius (Helius) liguliferus is een tweevleugelige uit de familie steltmuggen (Limoniidae). De soort komt voor in het Neotropisch gebied.